# Большая Казакбаева
Большая Казакбаева — деревня в Кунашакском районе Челябинской области. Входит в состав Халитовского сельского поселения. 

## География
Расположена в северной части района, на берегу реки Караболки. Расстояние до районного центра, Кунашака, 35 км.

## История
Деревня официально зарегистрирована в 1772 по акту 6-й государственной ревизии и названа по имени старшины Терегула Казакбаева

## Население
| 2002 | 2010 |
| ---- | ---- |
| 397  | ↗403 |

(в 1770 — 382, в 1995 — 421)

## Улицы
- Зеленая улица
- Лесная улица
- Речная улица
- Улица Труда